# Saint-Gervais-des-Sablons
Saint-Gervais-des-Sablons – miejscowość i gmina we Francji, w regionie Normandia, w departamencie Orne.
Według danych na rok 1990 gminę zamieszkiwało 68 osób, a gęstość zaludnienia wynosiła 8 osób/km² (wśród 1815 gmin Dolnej Normandii Saint-Gervais-des-Sablons plasuje się na 818. miejscu pod względem liczby ludności, natomiast pod względem powierzchni na miejscu 611.).